# Гиркенрот
Гиркенрот (њем. Girkenroth) општина је у њемачкој савезној држави Рајна-Палатинат. Једно је од 192 општинска средишта округа Вестервалд. Према процјени из 2010. у општини је живјело 597 становника. Посједује регионалну шифру (AGS) 7143226.

## Географски и демографски подаци
Гиркенрот се налази у савезној држави Рајна-Палатинат у округу Вестервалд. Општина се налази на надморској висини од 400 метара. Површина општине износи 2,8 km². У самом мјесту је, према процјени из 2010. године, живјело 597 становника. Просјечна густина становништва износи 216 становника/km².